# Joe Cocker!
Joe Cocker! – drugi album muzyczny Joego Cockera z 1969 roku.

## Lista utworów
| 1.  | Dear Landlord (Bob Dylan)                                       | 3:23  |
|     |                                                                 |       |
| 2.  | Bird on the Wire (Leonard Cohen)                                | 4:30  |
|     |                                                                 |       |
| 3.  | Lawdy Miss Clawdy (Lloyd Price)                                 | 2:15  |
|     |                                                                 |       |
| 4.  | She Came In Through the Bathroom Window (Lenon/McCartney)       | 2:37  |
|     |                                                                 |       |
| 5.  | Hitchcock Railway                                               | 4:41  |
|     |                                                                 |       |
| 6.  | That's Your Business Now (Joe Cocker, Chris Stainton)           | 2:56  |
|     |                                                                 |       |
| 7.  | Something (George Harrison)                                     | 3:32  |
|     |                                                                 |       |
| 8.  | Delta Lady (Leon Russell)                                       | 2:51  |
|     |                                                                 |       |
| 9.  | Hello, Little Friend (Leon Russell)                             | 3:52  |
|     |                                                                 |       |
| 10. | Darling Be Home Soon (John Sebastian)                           | 4:49  |
|     |                                                                 |       |
| 11. | She's Good To Me (Joe Cocker, Chris Stainton) (utwór dodatkowy) | 2:56  |
|     |                                                                 |       |
| 12. | Let It Be (Lenon/McCartney) (utwór dodatkowy)                   | 5:05  |
|     |                                                                 |       |
|     |                                                                 | 43:27 |
|     |                                                                 |       |

## Skład
- Joe Cocker – wokal
- Chris Stainton – fortepian, organy, gitara
- Alan Spenner – bas
- Bruce Rowlands – perkusja
- Henry McCullough – gitara
- Leon Russell – fortepian, organy, gitara
- Milt Holland – perkusja
- Sneaky Pete Kleinow – gitara
- Clarence White – gitara
- Paul Humphries – perkusja
- Merry Clayton – chórki
- Bonnie Bramlett – chórki
- Rita Coolidge – chórki
- Patrice Holloway – chórki
- Sherlie Matthews – chórki